# Astrochele laevis
Astrochele laevis är en ormstjärneart som beskrevs av Hubert Lyman Clark 1911. Astrochele laevis ingår i släktet Astrochele och familjen medusahuvuden. Inga underarter finns listade i Catalogue of Life.